# Unión de Mujeres de la Argentina
La Unión de Mujeres de la Argentina (UMA) es una organización no gubernamental, social y política que defiende los derechos de las personas desde una perspectiva y concepción de género.
Es una asociación civil registrada con el n.° 479 de la Inspección General de Justicia, miembro de la Federación Democrática Internacional de Mujeres y miembro fundador de la Federación de Organizaciones de Mujeres de la Argentina (Feoma). Con estatuto I ante el Consejo Económico y Social de las Naciones Unidas (Ecosoc), estatuto B ante la Unesco y estatuto consultivo ante la Unicef. Está inscripta en el registro de la OIT y en el registro Inadi de Organizaciones de la Sociedad Civil (OSC).
Fue fundada el 12 de julio de 1947 durante la presidencia de Perón, en pleno auge de incorporación de mujeres en las fábricas, el mismo año en que se sancionó la ley de sufragio femenino (23 de septiembre). 
Aunque su origen tiene que ver con la izquierda (PCA), desde hace muchos años es autónoma, no tiene padrinos políticos partidarios. Sus integrantes pueden tener afiliación política a cualquier partido.

## Historia
Esta organización nació en 1947, en pleno auge de la irrupción de las mujeres a las fábricas durante el peronismo. Estaba formada por mujeres que luchaban contra el fascismo, no sólo del Partido Comunista, había también radicales, peronistas y hasta religiosas. Sus banderas desde el inicio fueron el divorcio, la patria potestad compartida, e igual trabajo por igual salario. Durante la dictadura de Pedro Eugenio Aramburu, comienza a reprimir a los miembros del Partido Comunista, en ese contexto el Ministerio de Interior del gobierno de facto dice la Unión de Mujeres Argentinas y la Liga de los Derechos de Hombre tenían vinculaciones con el P.C, por lo que retira la personería jurídica a la organización y clausura su local. el local se reabrirá en 1959, aunque la persecución no se suspendió.

## Objetivos
Los objetivos generales son lograr una democracia participativa, con justicia social y sin discriminación, con equidad de género y plenitud de los derechos, luchando por el desarrollo social y la erradicación de la exclusión social.
Objetivos específicos: patria potestad compartida (restablecida en 1985 por la Ley 23.234 después de treinta y seis años de postergación); el divorcio; aborto seguro y gratuito; igualdad en los salarios por el mismo trabajo.

## Mención «8 de marzo- Margarita de Ponce»
Desde 1997 se otorga a mujeres y asociaciones la mención «8 de marzo- Margarita de Ponce». Se entrega anualmente a las mujeres que se destacan en actividades sociales, políticas, culturales, sindicales, artísticas, científicas, comprometidas con la construcción de una sociedad con equidad de género. Margarita de Ponce (1883-1971) fue una pionera en la lucha por los derechos de la mujer, actora activa en la organización de la solidaridad con los pueblos que luchaban contra el fascismo durante la Guerra Civil Española y la Segunda Guerra Mundial. Los rubros generales que se consideran son: «Aporte a la teoría de género», «Aporte de género en la lucha contra la violencia», «Aporte de género a la lucha social y política» y «Aporte de género a la coherencia y trayectoria en los derechos de las mujeres». Otras categorías son: aporte de género a los pueblos originarios, a la militancia social, a la construcción social y política, a las políticas públicas, a la ciencia, a la investigación, al periodismo y al deporte.

## Publicaciones
La asociación publicó el libro Mujeres que hacen historia, de María Inés Brassesco (compiladora). Contiene biografías de un centenar de mujeres argentinas que en diversas disciplinas trabajan para los demás, con el objetivo común de respetar la equidad de género. Apareció en el marco del Centenario del Día Internacional de la Mujer Trabajadora (8 de marzo) instaurado por el segundo Congreso Socialista y del Bicentenario de la Revolución de Mayo. Algunas de las mujeres que figuran en el libro son: Mercedes Sosa (cantante), María Rosa Gallo (actriz), Teresa Parodi (cantante), Martha Pelloni (religiosa), Fanny Mandelbaum (periodista), Florentina Gómez Miranda (política), Eugenia Sacerdote de Lustig (médica), Graciela Fernández Meijide (política), Marta Maffei (política), Leonor Manso (actriz), Eva Giberti (psicoanalista), Esther Fadul (política), Mona Moncalvillo (periodista), Cipe Lincovsky (actriz), Liliana López Foresi (periodista), Olga Zubarry (actriz), Lita Stantic (directora de cine), Griselda Gambaro (dramaturga), Eladia Blázquez (cantante), Estela de Carlotto (activista) y Abuelas de Plaza de Mayo.